# Can Rogelio Puig
Can Rogelio Puig és un edifici eclèctic del municipi de Blanes (Selva) que forma part de l'Inventari del Patrimoni Arquitectònic de Catalunya.

## Descripció
Ens trobem davant d'un edifici que conflueix en tres carrers: façana principal al carrer de l'Esperança, part longitudinal al passatge Bonaventura Puig i la segona façana al passeig de Mar. Es tracta d'un edifici de dos pisos, estructurat en tres carrers verticals. El primer pis està compost per uns finestrals definits per arcs de mig punt rebaixats i dissenyats com a balconades, així com un ampli entramat arquitectònic decoratiu, com ara les motllures en les arcades i les pilastres de dimensions reduïdes, coronades amb capitells corintis que emmarquen els finestrals.
Aquest primer pis es troba mig partit en una espècie de basament d'un metre i mig d'alçada i el portal central, l'arcada del qual es troba trencada per la disposició d'un emblema o clipeu emmarcat i coronat per decoració de tall vegetal, que al·ludeix a la iconografia característica del déu Hermes, com és el caduceu alat. La cornisa d'aquest primer pis, que actua com a separació amb el segon pis, es prolonga en tot el perímetre de l'edifici; un recurs que també trobem com a solució de separació entre el segon pis i l'entaulament.
Pel que fa al segon pis, s'observa una prolongació del mateix entramat o sistema que ja veiem en el primer pis, és a dir amb els tres finestrals d'arc de mig punt rebaixats i emmarcats per pilastres corínties. Tot i això, hi ha unes diferències notables a destacar enter el primer i el segon pis, com ara que la balconada es troba a diferents nivells, és a dir la central es troba com encabida o entrada cap a dins i sustentada per robustes mènsules poc ornades, mentre que les dues balconades laterals sobresurten del pla.
L'entaulament està compost per dues cornises característiques: la primera, està ornamentada amb la disposició de mènsules poc treballades, per uns esgrafiats de caràcter vegetal – només n'hi ha tres, cosa que indica un càlcul erroni de l'espai-, com també per una decoració floral de tall geomètric en la part superior. A diferència del que observàvem en les balconades del segon pis, aquí succeeix tot el contrari, la part central de la cornisa sobresurt, com elevada del pla, mentre que els laterals estan encabits.
Pel que fa a la segona cornisa, aquesta està composta per una balustrada en forma d'ampit de grans dimensions i coronada per un emblema de grans dimensions que conté les sigles B.P., el qual es troba centrat i emmarcat per dues pilastres. A tall de curiositat, cal remarcar que s'ha produït la desaparició d'alguns dels elements ornamentals d'aquesta segona cornisa. Finalment, els sectors laterals de la façana, es troben definits i resolts per carreus regulars.

## Història
Si volem parlar d'aquesta casa, és inevitable referir-se a la figura del seu propietari i creador com va ser Bonaventura Puig, el qual va ser un dels “americanos” de Blanes que es va retirar amb més diners, fins al punt que deien que es va jubilar amb una quantitat de vint de les antigues pessetes de renda diària. Es tractava d'una família que vivia fabulosament. A part d'això, cal destacar la tasca que va exercir com a alcalde en una de les etapes més dures i fosques que va viure la vila de Blanes, com va ser la postguerra i la consegüent dictadura franquista. Es tracta d'una casa que actualment es coneix amb el nom de Can Gallet i que precisament va ordenar construir el mateix senyor Puig.
A tall de curiositat, la gent de la Casa del Poble, va realitzar una auca satírica, on apareixien entre altres personatges, dos de destacats, com eren en Gallet (Bonaventura Puig) i en Gaspart Burcet i Malvàsia, els quals ambdós van ser alcaldes de Blanes. El fragment que fa referència a la instal·lació del servei d'aigües municipals l'any 1925, deia així: “Per més que t’escanyis no podràs beure a “galet” moscatell ni “malvasia”, per guarir-te del teu mal beu aigua municipal, una xicra cada dia”. Es tracta d'un fragment satíric, amb la finalitat d'escarnir i ironitzar sobre aquests dos alcaldes, que van governar el poble en una època dura i fosca.